# Mino Roli
Mino Roli (eigentlich Erminio Pontiroli; * 21. Juni 1927 in Rom) ist ein italienischer Drehbuchautor.

## Leben
Nach sporadischen Begegnungen mit dem Kino in der ersten Hälfte der 1950er Jahre (darunter auch sein einziger Regieversuch, Il barcaiolo di Amalfi) etablierte sich der Journalist Roli ab 1964 als verlässlicher Autor von Genreware während der Blütezeit des italienischen Gebrauchskinos. Nur selten entfloh er in seinen Büchern herkömmlichen Handlungsschemata, so in den beiden Zusammenarbeiten mit Giuliano Montaldo für dessen Gangsterfilme oder seinen düsteren späten Italowestern. Bis 1978 (und noch einmal 1985) entstanden so zahlreiche abenteuerliche Stoffe nach seinen Büchern.
Für das Theater schrieb Roli u. a. Sacco e Vanzetti (mit Luciano Vincenzoni) sowie Le confessioni della signora Elvira, das erfolgreich mit Ivo Garrani und Mattia Sbragia sowie Enrico Maria Salerno bzw. Lea Padovani aufgeführt wurde.
Gelegentlich zeichnete Roli als Mike Ashley oder Mike Asher.

## Filmografie (Auswahl)
- 1951: Salvate mia figlia!
- 1954: Il barcaiolo di Amalfi (auch Regie)
- 1966: Frauen, die durch die Hölle gehen (Las siete magnificas)
- 1966: Die ganze Meute gegen mich (La venganza de Clark Harrison)
- 1967: Die sich in Fetzen schießen (Dio non paga il sabato)
- 1967: Die letzte Rechnung zahlst du selbst (Al di là della legge)
- 1967: Top Job (Ad ogni costo)
- 1968: Die Unschlagbaren (Gli intoccabili) – Regie: Giuliano Montaldo
- 1970: Der größte aller Freibeuter (Il corsaro)
- 1970: Willkommen in der Hölle (Matalo!)
- 1971: Der Geliebte der großen Bärin (L'amante dell'Orsa Maggiore)
- 1971: Sacco und Vanzetti (Sacco e Vanzetti)
- 1972: Ein achtbarer Mann (Un uomo da rispettare)
- 1973: Crow (…E il terzo giorno arrivò il Corvo)
- 1973: Vier Fäuste schlagen wieder zu (Carambola)
- 1975: Vier Fäuste und ein heißer Ofen (Carambola filotto… tutti in buca)
- 1976: Keoma – Das Lied des Todes (Keoma)
- 1977: Der Mann aus Virginia (California)
- 1978: Covert Action – Rauschgift tötet leise (Sono stato un agente C.I.A)
- 1985: Skrupellos (Senza srupoli)